# Conus indomaris
Espèce
Conus indomaris est une espèce de mollusques gastéropodes marins de la famille des Conidae.
Comme toutes les espèces du genre Conus, ces escargots sont prédateurs et venimeux. Ils sont capables de « piquer » les humains et doivent donc être manipulés avec précaution, voire pas du tout.

## Description
La taille de la coquille atteint 45 mm.

## Distribution
Cette espèce marine dans l'océan Indien central et au large du sud-ouest de l'Inde.

## Taxonomie

### Publication originale
L'espèce Conus indomaris a été décrite pour la première fois en 2014 par le malacologiste italien Luigi Bozzetti (1948-) dans la publication intitulée « Malacologia Mostra Mondiale »,.

### Synonymes
- Graphiconus indomaris Bozzetti, 2014 · non accepté
- Phasmoconus (Phasmoconus) indomaris (Bozzetti, 2014) · non accepté
- Phasmoconus indomaris (Bozzetti, 2014) · non accepté

### Sous-espèces
- Forma Conus indomaris f. suavis Bozzetti, 2020 (infrasubspecific name)